# La Belle de Rome

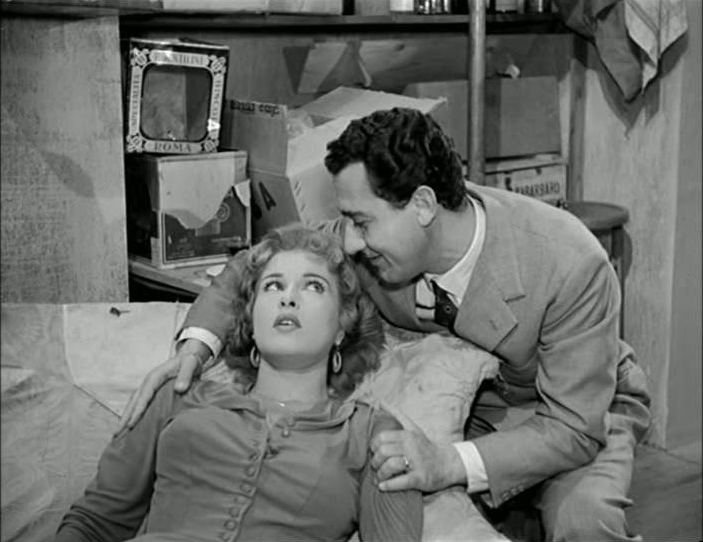
Silvana Pampanini et Alberto Sordi dans une scène du film.

La Belle de Rome (La bella di Roma) est un film italien réalisé par Luigi Comencini, sorti en 1955.

## Synopsis
À Rome, Nannina (Silvana Pampanini) est fiancée à Mario, un boxeur emprisonné après une bagarre avec un policier. 
Elle est embauchée comme caissière du café d'Oreste  (Paolo Stoppa), un veuf qui la courtise bientôt. Gracco (Alberto Sordi), bien que marié à Inès, voisin d'Oreste, la courtise également.

## Fiche technique
(principalement d'après le générique de début)
- Titre : La Belle de Rome
- Titre original : La bella di Roma
- Réalisation : Luigi Comencini
- Scénario : Edoardo Anton (+ dialogues), Massimo Patrizi (+ assistant-réalisateur), Ettore Maria Margadonna et Luigi Comencini, d'après un sujet des deux derniers
- Musique : Nino Rota
- Direction musicale : Franco Ferrara
- Directeur de la photographie : Arturo Gallea
- Cadreur : Armando Nannuzzi
- Décors : Luigi Ricci
- Costumes : Marilù Carteny
- Montage : Nino Baragli
- Directeur de production : Nicolò Pomilia
- Société de production : Lux Film
- Lieux de tournage : ville de Rome et studios Cinecittà
- Genre : Comédie
- Noir et blanc - 99 min
- Dates de sorties :
  - Italie (pays d'origine) : 5 octobre 1955
  - France : 8 avril 1957
- Affiche : Gilbert Allard (France)

## Distribution
(dans l'ordre du générique de fin)
- Silvana Pampanini : Nannina
- Alberto Sordi : Gracco
- Paolo Stoppa : Oreste
- Antonio Cifariello : Mario
- Luisella Beghi : Ines
- Sergio Tofano : Agostino
- Lina Volonghi : Tina
- Carlo Picchiotti : Gigetto
- Betty Foa : Sœur Celeste
- Bice Valori : Sœur Serafina
- Francesco Patrizi : Le commissaire
- Gigi Reder : Luigi

Reste de la distribution
- Ciccio Barbi : Le curé
- Giulio Calì : Le serveur
- Ettore Jannetti : Le policier
- Mario Meniconi : « C »
- Luciano Forniti (non crédité) : Le boxeur français